# Svenska Cupen 2014-2015
La Coppa di Svezia 2014-2015 (in svedese Svenska Cupen) è stata la 59ª edizione del torneo, la terza dopo il torneo 2000-2001 col formato stagionale autunno-primavera. L'Elfsborg era la squadra campione in carica, avendo vinto il trofeo per la terza volta nell'edizione precedente.
La coppa è stata vinta dall'IFK Göteborg per la settima volta nella sua storia, sconfiggendo in finale l'Örebro.

## Calendario
Questo il calendario della competizione:
| Fase        | Turno            | Date                                                                                  |
| ----------- | ---------------- | ------------------------------------------------------------------------------------- |
| Preliminari | 1º turno         | 3 giugno / 6 agosto 2014                                                              |
| Preliminari | 2º turno         | 20 agosto / 15 novembre 2014                                                          |
| Fase finale | Fase a gironi    | 21 / 22 / 25 febbraio / 4 marzo 2015 28 febbraio / 1º marzo 2015 5 / 7 / 8 marzo 2015 |
| Fase finale | Quarti di finale | 14 / 15 marzo 2015                                                                    |
| Fase finale | Semifinali       | 21 / 22 marzo 2015                                                                    |
| Fase finale | Finale           | 17 maggio 2015                                                                        |

## Turno preliminare
Le associazioni calcistiche delle contee di Dalarna e di Örebro sono le uniche ad aver indetto apposite qualificazioni per determinare le squadre partecipanti alla coppa, le restanti associazioni hanno determinato le squadre partecipanti in base ai risultati ottenuti nei rispettivi campionati distrettuali o in base al ranking 2013.
Squadre qualificate:
- Dalkurd (Sezione Dalarnas FF);
- IFK Kumla (Sezione Örebro Läns FF);
- Nora-Pershyttan BK (Sezione Örebro Läns FF).

## Primo turno
| Squadra 1           | Risultato         | Squadra 2        |
| ------------------- | ----------------- | ---------------- |
| 3 giugno 2014       |                   |                  |
| Kungsbacka IF       | 2 - 3             | Sävedalens IF    |
| 17 giugno 2014      |                   |                  |
| Wollmars FF         | 1 - 4             | Frej             |
| 18 giugno 2014      |                   |                  |
| Gauthiod            | 4 - 4 (3 - 4 dcr) | Norrby           |
| 18 luglio 2014      |                   |                  |
| Carlstad Utd        | 3 - 1 (dts)       | IFK Åmål         |
| Östavalls IF        | 1 - 6             | Hudiksvalls FF   |
| 19 luglio 2014      |                   |                  |
| Ytterhogdals IK     | 0 - 1             | Sollefteå GIF    |
| 20 luglio 2014      |                   |                  |
| Eskilsminne         | 7 - 1             | Höllvikens GIF   |
| 28 luglio 2014      |                   |                  |
| Gnosjö IF           | 1 - 3             | Assyriska IK     |
| 29 luglio 2014      |                   |                  |
| Asarums IF          | 0 - 2             | Kristianstads FF |
| 30 luglio 2014      |                   |                  |
| Nora-Pershyttan     | 1 - 4             | Karlstad BK      |
| Upsala IF           | 2 - 2 (3 - 4 dcr) | Valsta Syrianska |
| 31 luglio 2014      |                   |                  |
| Nässjö FF           | 2 - 3             | Oskarshamns AIK  |
| 1º agosto 2014      |                   |                  |
| Eneby BK            | 0 - 7             | Motala           |
| 2 agosto 2014       |                   |                  |
| Dalhem IF           | 0 - 3             | Nyköpings BIS    |
| Ockelbo IF          | 0 - 12            | Dalkurd          |
| 4 agosto 2014       |                   |                  |
| Kvibille            | 0 - 1             | Halmia           |
| 5 agosto 2014       |                   |                  |
| Strömsbergs IF      | 2 - 4             | Vasalund         |
| Lindome GIF         | 1 - 2             | Örgryte          |
| IF Lödde            | 4 - 1             | Höganäs BK       |
| IFK Malmö           | 1 - 4             | Torns IF         |
| Kinna IF            | 1 - 6             | Torslanda IK     |
| IFK Kumla           | 0 - 1             | Skövde AIK       |
| Sandviks IK         | 2 - 3 (dts)       | IFK Luleå        |
| Skoftebyns IF       | 0 - 3             | FC Trollhättan   |
| Konyaspor KIF       | 0 - 6             | Huddinge IF      |
| 6 agosto 2014       |                   |                  |
| Akropolis           | 1 - 2             | Västerås SK      |
| BW 90               | 3 - 1             | BK Olympic       |
| Grebbestads IF      | 0 - 1             | Utsiktens BK     |
| Eskilstuna City     | 2 - 1 (dts)       | Sylvia           |
| Myresjö/Vetlanda FK | 2 - 1             | Nybro            |
| Enskede IK          | 0 - 1             | AFC United       |
| Värmdö IF           | 1 - 1 (3 - 2 dcr) | Nacka FF         |

## Secondo turno
| Squadra 1           | Risultato         | Squadra 2        |
| ------------------- | ----------------- | ---------------- |
| 20 agosto 2014      |                   |                  |
| Hudiksvalls FF      | 2 - 0             | Husqvarna        |
| Nyköpings BIS       | 1 - 3             | Syrianska        |
| BW 90               | 0 - 5             | Öster            |
| Kristianstads FF    | 2 - 1             | Kalmar           |
| IF Lödde            | 0 - 1             | Ljungskile       |
| Sävedalens IF       | 2 - 5             | Ängelholms FF    |
| Huddinge IF         | 2 - 2 (5 - 4 dcr) | Åtvidaberg       |
| Frej                | 1 - 5             | Brommapojkarna   |
| Dalkurd             | 4 - 1             | IFK Sundsvall    |
| Västerås SK         | 3 - 1             | Östersund        |
| Vasalund            | 2 - 5             | Sirius           |
| IFK Luleå           | 0 - 2             | AIK              |
| Valsta Syrianska    | 2 - 3             | Gefle            |
| FC Trollhättan      | 2 - 1 (dts)       | Falkenberg       |
| Assyriska IK        | 0 - 5             | IFK Göteborg     |
| Skövde AIK          | 4 - 5             | Varberg          |
| Eskilstuna City     | 0 - 2             | Örebro           |
| 21 agosto 2014      |                   |                  |
| Myresjö/Vetlanda FK | 2 - 1 (dts)       | IFK Värnamo      |
| Sollefteå GIF       | 0 - 1             | Assyriska        |
| Torns IF            | 1 - 1 (7 - 8 dcr) | Landskrona BoIS  |
| AFC United          | 2 - 1 (dts)       | Degerfors        |
| Värmdö IF           | 0 - 2             | Jönköpings Södra |
| Oskarshamns AIK     | 0 - 4             | Häcken           |
| Örgryte             | 1 - 2 (dts)       | Halmstad         |
| 26 agosto 2014      |                   |                  |
| Torslanda IK        | 1 - 4             | Helsingborg      |
| 3 settembre 2014    |                   |                  |
| Motala              | 0 - 4             | Djurgården       |
| 4 settembre 2014    |                   |                  |
| Norrby              | 3 - 2 (dts)       | GAIS             |
| 7 settembre 2014    |                   |                  |
| Utsiktens BK        | 0 - 2             | Mjällby          |
| 11 settembre 2014   |                   |                  |
| Carlstad Utd        | 1 - 3             | IFK Norrköping   |
| 17 settembre 2014   |                   |                  |
| Karlstad BK         | 1 - 2             | Hammarby         |
| 22 ottobre 2014     |                   |                  |
| Eskilsminne         | 1 - 6             | Elfsborg         |
| 15 novembre 2014    |                   |                  |
| Halmia              | 1 - 2 (dts)       | Malmö FF         |

## Fase a gironi
Le 32 squadre vincenti il Secondo Turno sono state divise in 8 gironi da 4 squadre ciascuno. Per il sorteggio sono stati creati due gruppi in base alla posizione delle squadre alla fine della stagione 2014: nel primo gruppo sono state inserite le 16 migliori squadre, nel secondo gruppo le restanti 16. Il sorteggio è stato effettuato il 19 novembre 2014.

In ciascun girone le squadre si affrontano una volta sola. Le squadre migliori e le squadre provenienti dalla terza serie o inferiori hanno il diritto di giocare due partite in casa. La fase a gironi è iniziata il 21 febbraio 2015 e termina l'8 marzo 2015. Il Myresjö/Vetlanda FK è la squadra con il ranking più basso della fase a gironi, poiché compete nella Division 3, il quinto livello del campionato svedese di calcio.

### Gruppo 1
| Squadra          | P.ti | G | V | N | P | GF | GS | DR  |                                 |
| ---------------- | ---- | - | - | - | - | -- | -- | --- | ------------------------------- |
| Malmö FF         | 9    | 3 | 3 | 0 | 0 | 12 | 0  | +12 | qualificato ai quarti di finale |
| Jönköpings Södra | 6    | 3 | 2 | 0 | 1 | 6  | 5  | +1  |                                 |
| Assyriska        | 3    | 3 | 1 | 0 | 2 | 3  | 6  | -3  |                                 |
| Hudiksvalls FF   | 0    | 3 | 0 | 0 | 3 | 2  | 12 | -10 |                                 |

| 1ª giornata      |                  |       |                  |
| 21 febbraio 2015 | Hudiksvalls FF   | 1 - 4 | Jönköpings Södra |
| 22 febbraio 2015 | Malmö FF         | 3 - 0 | Assyriska        |
| 2ª giornata      |                  |       |                  |
| 28 febbraio 2015 | Hudiksvalls FF   | 0 - 5 | Malmö FF         |
| 28 febbraio 2015 | Jönköpings Södra | 1 - 3 | Assyriska        |
| 3ª giornata      |                  |       |                  |
| 7 marzo 2015     | Assyriska        | 3 - 1 | Hudiksvalls FF   |
| 7 marzo 2015     | Malmö FF         | 4 - 0 | Jönköpings Södra |

### Gruppo 2
| Squadra             | P.ti | G | V | N | P | GF | GS | DR  |                                 |
| ------------------- | ---- | - | - | - | - | -- | -- | --- | ------------------------------- |
| IFK Göteborg        | 7    | 3 | 2 | 1 | 0 | 13 | 2  | +11 | qualificato ai quarti di finale |
| FC Trollhättan      | 5    | 3 | 1 | 2 | 0 | 5  | 4  | +1  |                                 |
| Ljungskile          | 4    | 3 | 1 | 1 | 1 | 6  | 6  | 0   |                                 |
| Myresjö/Vetlanda FK | 0    | 3 | 0 | 0 | 3 | 1  | 13 | -12 |                                 |

| 1ª giornata      |                     |       |                     |
| 21 febbraio 2015 | FC Trollhättan      | 2 - 2 | IFK Göteborg        |
| 22 febbraio 2015 | Myresjö/Vetlanda FK | 0 - 5 | Ljungskile          |
| 2ª giornata      |                     |       |                     |
| 28 febbraio 2015 | Ljungskile          | 1 - 1 | FC Trollhättan      |
| 28 febbraio 2015 | Myresjö/Vetlanda FK | 0 - 6 | IFK Göteborg        |
| 3ª giornata      |                     |       |                     |
| 8 marzo 2015     | FC Trollhättan      | 2 - 1 | Myresjö/Vetlanda FK |
| 8 marzo 2015     | IFK Göteborg        | 5 - 0 | Ljungskile          |

### Gruppo 3
| Squadra          | P.ti | G | V | N | P | GF | GS | DR |                                 |
| ---------------- | ---- | - | - | - | - | -- | -- | -- | ------------------------------- |
| Hammarby         | 7    | 3 | 2 | 1 | 0 | 4  | 2  | +2 | qualificato ai quarti di finale |
| AIK              | 6    | 3 | 2 | 0 | 1 | 8  | 2  | +6 |                                 |
| Landskrona BoIS  | 4    | 3 | 1 | 1 | 1 | 3  | 6  | -3 |                                 |
| Kristianstads FF | 0    | 3 | 0 | 0 | 3 | 1  | 6  | -5 |                                 |

| 1ª giornata      |                  |       |                  |
| 21 febbraio 2015 | AIK              | 4 - 0 | Landskrona BoIS  |
| 21 febbraio 2015 | Kristianstads FF | 0 - 1 | Hammarby         |
| 2ª giornata      |                  |       |                  |
| 28 febbraio 2015 | Kristianstads FF | 0 - 3 | AIK              |
| 1º marzo 2015    | Hammarby         | 1 - 1 | Landskrona BoIS  |
| 3ª giornata      |                  |       |                  |
| 7 marzo 2015     | Landskrona BoIS  | 2 - 1 | Kristianstads FF |
| 7 marzo 2015     | AIK              | 1 - 2 | Hammarby         |

### Gruppo 4
| Squadra        | P.ti | G | V | N | P | GF | GS | DR |                                 |
| -------------- | ---- | - | - | - | - | -- | -- | -- | ------------------------------- |
| Elfsborg       | 9    | 3 | 3 | 0 | 0 | 10 | 1  | +9 | qualificato ai quarti di finale |
| Sirius         | 6    | 3 | 2 | 0 | 1 | 6  | 6  | 0  |                                 |
| AFC United     | 3    | 3 | 1 | 0 | 2 | 3  | 8  | -5 |                                 |
| Brommapojkarna | 0    | 3 | 0 | 0 | 3 | 1  | 5  | -4 |                                 |

| 1ª giornata      |                |       |                |
| 21 febbraio 2015 | Elfsborg       | 4 - 0 | Sirius         |
| 22 febbraio 2015 | AFC United     | 1 - 0 | Brommapojkarna |
| 2ª giornata      |                |       |                |
| 28 febbraio 2015 | Brommapojkarna | 1 - 3 | Sirius         |
| 1º marzo 2015    | AFC United     | 1 - 5 | Elfsborg       |
| 3ª giornata      |                |       |                |
| 8 marzo 2015     | Sirius         | 3 - 1 | AFC United     |
| 8 marzo 2015     | Elfsborg       | 1 - 0 | Brommapojkarna |

### Gruppo 5
| Squadra     | P.ti | G | V | N | P | GF | GS | DR |                                 |
| ----------- | ---- | - | - | - | - | -- | -- | -- | ------------------------------- |
| Häcken      | 9    | 3 | 3 | 0 | 0 | 9  | 3  | +6 | qualificato ai quarti di finale |
| Mjällby     | 6    | 3 | 2 | 0 | 1 | 8  | 4  | +4 |                                 |
| Öster       | 3    | 3 | 1 | 0 | 2 | 3  | 4  | -1 |                                 |
| Huddinge IF | 0    | 3 | 0 | 0 | 3 | 1  | 10 | -9 |                                 |

| 1ª giornata      |             |       |             |
| 21 febbraio 2015 | Huddinge IF | 0 - 4 | Mjällby     |
| 25 febbraio 2015 | Häcken      | 2 - 0 | Öster       |
| 2ª giornata      |             |       |             |
| 28 febbraio 2015 | Huddinge IF | 1 - 3 | Häcken      |
| 1º marzo 2015    | Mjällby     | 2 - 0 | Öster       |
| 3ª giornata      |             |       |             |
| 7 marzo 2015     | Öster       | 3 - 0 | Huddinge IF |
| 7 marzo 2015     | Häcken      | 4 - 2 | Mjällby     |

### Gruppo 6
| Squadra | P.ti | G | V | N | P | GF | GS | DR |                                 |
| ------- | ---- | - | - | - | - | -- | -- | -- | ------------------------------- |
| Örebro  | 7    | 3 | 2 | 1 | 0 | 6  | 4  | +2 | qualificato ai quarti di finale |
| Gefle   | 6    | 3 | 2 | 0 | 1 | 5  | 4  | +1 |                                 |
| Varberg | 4    | 3 | 1 | 1 | 1 | 6  | 5  | +1 |                                 |
| Dalkurd | 0    | 3 | 0 | 0 | 3 | 1  | 5  | -4 |                                 |

| 1ª giornata      |         |       |         |
| 21 febbraio 2015 | Örebro  | 3 - 3 | Varberg |
| 22 febbraio 2015 | Dalkurd | 1 - 2 | Gefle   |
| 2ª giornata      |         |       |         |
| 1º marzo 2015    | Dalkurd | 0 - 1 | Örebro  |
| 1º marzo 2015    | Gefle   | 2 - 1 | Varberg |
| 3ª giornata      |         |       |         |
| 8 marzo 2015     | Varberg | 2 - 0 | Dalkurd |
| 8 marzo 2015     | Örebro  | 2 - 1 | Gefle   |

### Gruppo 7
| Squadra        | P.ti | G | V | N | P | GF | GS | DR |                                 |
| -------------- | ---- | - | - | - | - | -- | -- | -- | ------------------------------- |
| IFK Norrköping | 6    | 3 | 2 | 0 | 1 | 7  | 3  | +4 | qualificato ai quarti di finale |
| Norrby         | 6    | 3 | 2 | 0 | 1 | 9  | 6  | +3 |                                 |
| Djurgården     | 4    | 3 | 1 | 1 | 1 | 5  | 5  | 0  |                                 |
| Ängelholms FF  | 1    | 3 | 0 | 1 | 2 | 0  | 7  | -7 |                                 |

| 1ª giornata      |                |       |                |
| 22 febbraio 2015 | Djurgården     | 0 - 0 | Ängelholms FF  |
| 22 febbraio 2015 | Norrby         | 0 - 4 | IFK Norrköping |
| 2ª giornata      |                |       |                |
| 1º marzo 2015    | IFK Norrköping | 2 - 0 | Ängelholms FF  |
| 1º marzo 2015    | Norrby         | 4 - 2 | Djurgården     |
| 3ª giornata      |                |       |                |
| 5 marzo 2015     | Ängelholms FF  | 0 - 5 | Norrby         |
| 5 marzo 2015     | Djurgården     | 3 - 1 | IFK Norrköping |

### Gruppo 8
| Squadra     | P.ti | G | V | N | P | GF | GS | DR |                                 |
| ----------- | ---- | - | - | - | - | -- | -- | -- | ------------------------------- |
| Helsingborg | 5    | 3 | 1 | 2 | 0 | 7  | 3  | +4 | qualificato ai quarti di finale |
| Halmstad    | 5    | 3 | 1 | 2 | 0 | 6  | 3  | +3 |                                 |
| Syrianska   | 4    | 3 | 1 | 1 | 1 | 5  | 6  | -1 |                                 |
| Västerås SK | 1    | 3 | 0 | 1 | 2 | 3  | 9  | -6 |                                 |

| 1ª giornata      |             |       |             |
| 21 febbraio 2015 | Västerås SK | 2 - 2 | Halmstad    |
| 4 marzo 2015     | Helsingborg | 3 - 0 | Syrianska   |
| 2ª giornata      |             |       |             |
| 28 febbraio 2015 | Halmstad    | 0 - 4 | Syrianska   |
| 4 marzo 2015     | Västerås SK | 2 - 2 | Helsingborg |
| 3ª giornata      |             |       |             |
| 8 marzo 2015     | Syrianska   | 3 - 1 | Västerås SK |
| 8 marzo 2015     | Helsingborg | 1 - 1 | Halmstad    |

## Quarti di finale
Il sorteggio dei quarti e delle semifinali è stato effettuato il 9 marzo 2015, con Malmö FF, Elfsborg, Häcken e IFK Göteborg teste di serie.
| Squadra 1     | Risultato | Squadra 2      |
| ------------- | --------- | -------------- |
| 14 marzo 2015 |           |                |
| Malmö FF      | 0 - 1     | Örebro         |
| IFK Göteborg  | 2 - 0     | Helsingborg    |
| 15 marzo 2015 |           |                |
| Elfsborg      | 3 - 0     | Hammarby       |
| Häcken        | 3 - 1     | IFK Norrköping |

## Semifinali
| Squadra 1     | Risultato | Squadra 2 |
| ------------- | --------- | --------- |
| 21 marzo 2015 |           |           |
| Örebro        | 2 - 0     | Elfsborg  |
| 22 marzo 2015 |           |           |
| IFK Göteborg  | 3 - 1     | Häcken    |

## Finale
| Arbitro: | Martin Strömbergsson |

|                    |           |           |
| Vibe 68’ Rieks 78’ | Marcatori | 23’ Nkili |